# Cebimdeki Yabancı
Cebimdeki Yabancı je turecký hraný film z roku 2018, který režíroval Serra Yilmaz podle italského filmu Naprostí cizinci z roku 2016. Snímek měl premiéru 2. února 2018.

## Děj
Sedm přátel se schází na večeři. Během konverzace u stolu hostitelka večera nabídne, aby si zahráli hru: mobilní zařízení všech se položí uprostřed stolu a všechny zprávy, e-maily a konverzace všech budou zveřejněny ostatním. Hra postupně nabírá ostřejší a temnější obrátky, jak se začínají odhalovat tajemství jejích účastníků.

## Obsazení
| Şükrü Özyıldız      | Sinan |
| Leyla Lydia Tuğutlu | Tuba  |
| Serkan Altunorak    | Metin |
| Belçim Bilgin       | Banu  |
| Buğra Gülsoy        | Kerem |
| Çağlar Çorumlu      | Suavi |
| Şebnem Bozoklu      | Esra  |